# Villa Rothschild (Cannes)
Pour les articles homonymes, voir Rothschild.
La villa Rothschild est une villa du quartier de La Croix-des-Gardes à Cannes, avec jardins méditerranéens, témoin remarquable de l'architecture de villégiature sur la Côte d'Azur. Elle abrite la médiathèque et la bibliothèque municipale.  

## Histoire
La baronne Betty de Rothschild (1805-1886), veuve de James de Rothschild, avait loué pendant l'hiver 1880 la villa Victoria construite par Thomas Robinson Woolfield. Elle s'y plut, et dès 1881, elle décida de se faire construire à Cannes une villa. Pour ce faire, elle acheta des terrains qui faisaient au total une surface de plus de 3 hectares allant jusqu'à la mer, sur lesquels se trouvaient déjà cinq villas. Elle en conserva deux pour y loger sa domesticité et fit détruire les autres. Elle demanda à l'architecte d'origine marseillaise Charles Baron de lui construire une villa où elle pourrait recevoir ses invités pour les réceptions qu'elle organisait régulièrement.
La villa a été ensuite habitée par les barons Alphonse, Édouard, Maurice et Philippe de Rothschild. Pendant la Seconde guerre mondiale, la villa a été réquisitionnée par les troupes allemandes qui en ont fait le siège de la Kommandantur. En 1947, la villa a été achetée par la ville de Cannes pour y installer la médiathèque et la bibliothèque municipale.

## Architecture
La villa est bâtie dans un style néo-classique suivant un plan rectangulaire, avec un corps central à deux et trois niveaux et deux ailes latérales. Elle comprenait 40 pièces dont 28 chambres. Une terrasse en rotonde soutenue par huit colonnes de marbre rose, au sud de la villa, avec deux escaliers latéraux permet d'admirer le parc. Un jardin d'hiver en hémicycle prolonge le bâtiment vers l'est. L'accès principal est côté nord avec deux rampes pour les voitures arrivant sur un porche permettant d'abriter l'entrée. Sur le fronton on peut voir les armes des Rothschild.

## Le parc
Le parc, planté de grands arbres, est riche de nombreuses essences exotiques, cèdre bleu, ginkgo biloba, magnolia, palmier. Quatre jardiniers en assuraient l'entretien. La baronne de Rothschild a commandé en 1884 un araucaria de 12 mètres de hauteur qui a nécessité pour son transport depuis Golfe-Juan une voiture spéciale tirée par 32 chevaux. 

## Protection du patrimoine
La villa et le parc ont été classés au titre des Monuments historiques le 22 juillet 1991 et inscrits à l'Inventaire général du patrimoine culturel au titre du recensement du patrimoine balnéaire de Cannes,.

## Situation géographique
Construite à Cannes, dans le quartier résidentiel appelé dès le XIXe siècle Quartier des Anglais, au pied de la colline de la Croix-des-Gardes, elle se trouve dans le quartier du même nom au no 7 de l'avenue Jean-de-Noailles.